# Me’ir Kohen-Awidow
Me’ir Kohen-Awidow (hebr.: מאיר כהן-אבידב, ang.: Meir Cohen-Avidov, ur. 18 lutego 1926 w Hajfie, zm. 4 marca 2015) – izraelski polityk, w latach 1974–1988 poseł do Knesetu z listy Likudu.
W wyborach parlamentarnych w 1973, pierwszy raz dostał się do izraelskiego parlamentu. Zasiadał w Knesetach VIII, IX, X i XI kadencji.